# 부타레주

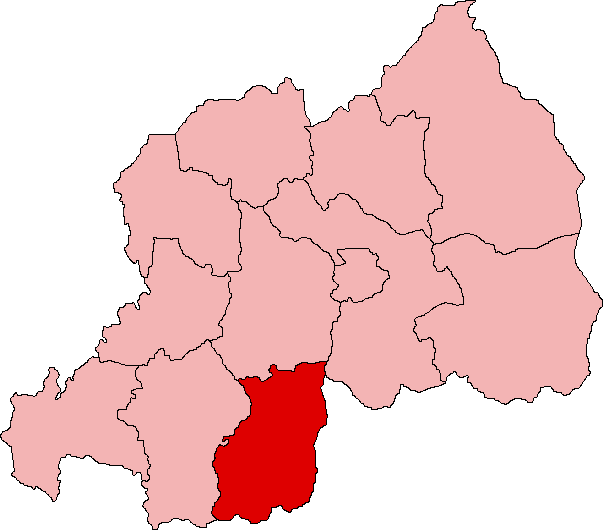
부타레 주의 위치

부타레주(Butare)는 과거 르완다에 존재했던 행정 구역이다. 2006년 1월에 실시된 행정 구역 개편에 따라 남부 주에 합병되었으며 과거 르완다에 있었던 12개 주 가운데 하나이기도 했다. 르완다 중남부에 위치하고 있었으며 남쪽으로는 부룬디와 국경을 맞대고 있었다. 주도는 부타레(르완다에서 두 번째로 큰 도시)였으며 인구는 77,449명(2006년 1월 당시)이었다.